# Atato Genúnio
Atato (em latim: Atatus) ou Atate (em armênio: Ատատ; romaniz.: Atat) foi nobre armênio (nacarar) do século IV da família Genúnio.

## Nome
Atato (Atatus) é a forma latina do armênio Atate (Ատատ, Atat), cuja origem é incerta. Foi registrado o nome de um cita, cuja leitura foi variadamente feita como Atamo (em grego: Αταμος) ou Atato (em grego: Ατατος), dada a semelhança entre ambas as letras na inscrição. Ferdinand Justi, ao defender a primeira leitura, assumiu ter relação com o nome Atão (Ատոմ, Atom). Por outro lado, Hračʻya Ačaṙyan propôs a segunda leitura e assumiu ter relação com o nome Atato.

## Vida
A parentela de Atato é incerta, exceto que pertencia à família Genúnio. De acordo com Moisés de Corene, quando o Reino da Armênia foi repartido pelo imperador Teodósio I (r. 378–395) e o xainxá Sapor III (r. 383–388) nos termos da Paz de Acilisena de 387, Atato decidiu permanecer junto de Ársaces III na porção romana.